# Villa Castelbarco (Loppio)
Villa Castelbarco, anche nota come Palazzo Castelbarco, è una dimora signorile che si trova vicino al lago di Loppio edificata attorno al 1389 dai Castelbarco.

## Storia

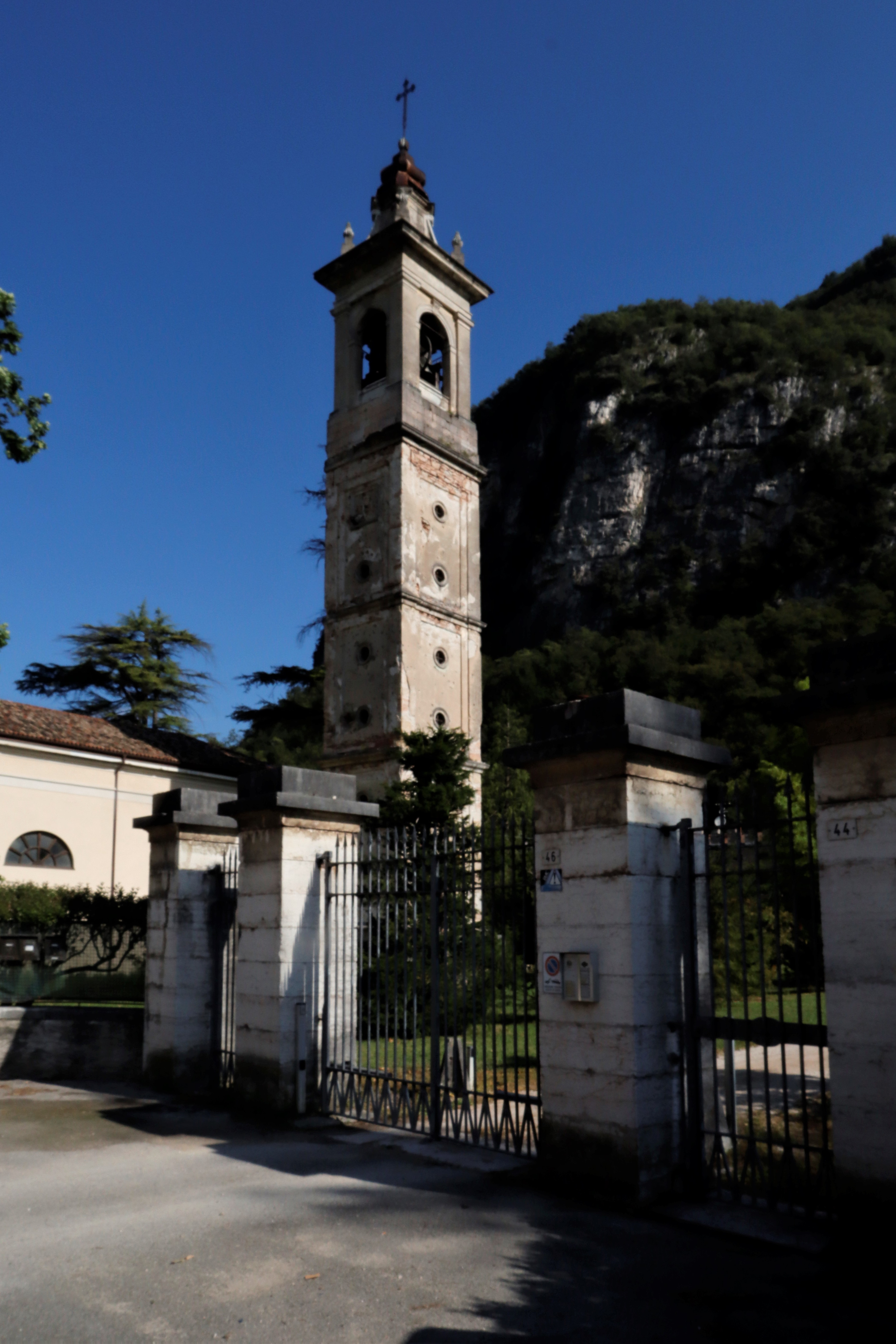
Villa Castelbarco col campanile della vicina Chiesa del Nome di Maria.

L'edificio venne edificato attorno al 1389 dai Castelbarco sul sito di una preesistente casa murata per diventare il riferimento per il loro crescente potere locale.

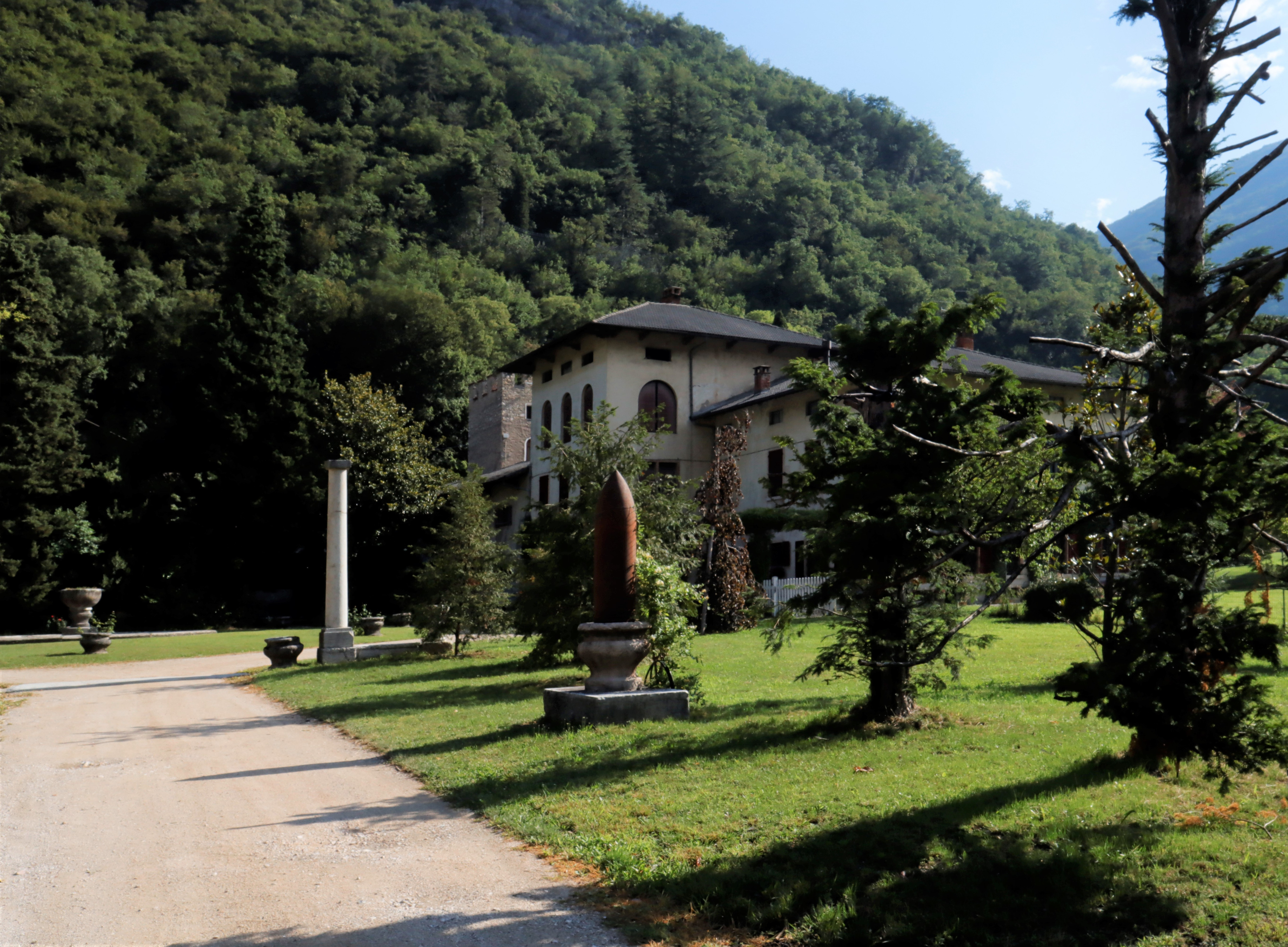
Parco visto dall'esterno.

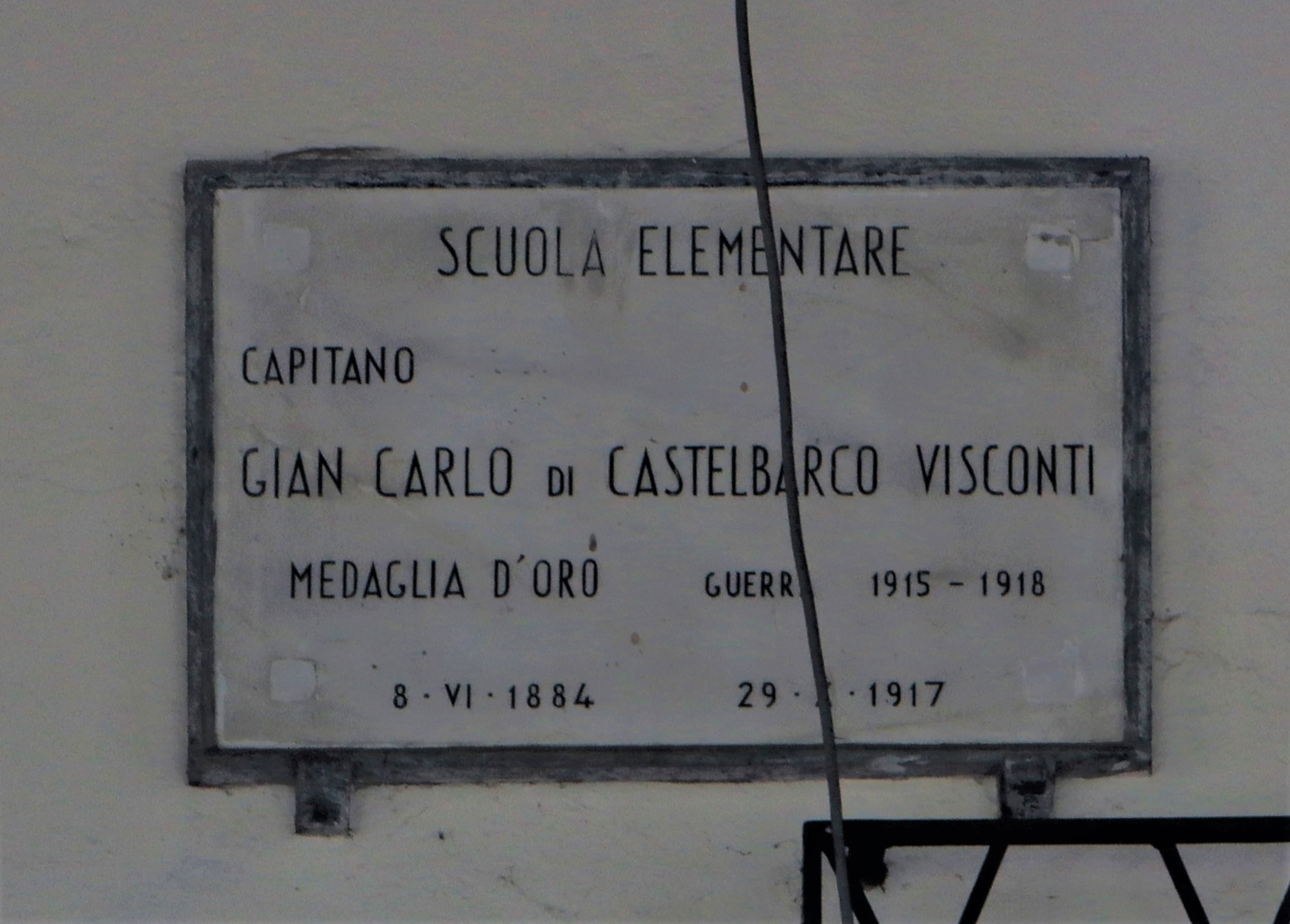
Targa in memoria di Gian Carlo di Castelbarco Visconti posta sull'asilo vicino alla villa.

Fu devastata nel 1703 durante l'invasione del Trentino dalle truppe francesi al comando di Luigi Giuseppe di Borbone-Vendôme. Venne ricostruita attorno al 1715 da Scipione Castelbarco, ed ampliata circa un secolo dopo anche con materiali portati a Loppio dal castello di Avio, altra residenza della famiglia. 
In quel periodo storico la villa raggiunse dimensioni notevoli, con stanze riccamente decorate a stucco. Fu nuovamente distrutta durante la prima guerra mondiale dagli austriaci perché Pier Filippo Castelbarco era tra gli irredentisti, e ancora una volta ricostruita, anche se non in modo completo. I danni subiti durante il primo conflitto mondiale portarono alla perdita di documenti di grande valore per la storia trentina, e Cesare Battisti, che si trovava nelle vicinanze, riuscì a salvarne una parte guidando un gruppo di militari italiani.

## Descrizione
La villa, che si trova sulla strada statale 240 di Loppio e di Val di Ledro è circondata da un ampio parco. Nella parte a sud ovest del parco si trova la Chiesa del Nome di Maria, anticamente sorta come cappella gentilizia legata alla villa.
All'interno della villa si conserva una pregevole collezione di opere artististiche, in particolare di quadri.